# Acacia condyloclada
Senegalia condyloclada là một loài rau đậu thuộc họ Fabaceae.
Loài này có ở Ethiopia, Kenya, và Somalia.
Chúng hiện đang bị đe dọa vì mất môi trường sống.